# Светящаяся чёрная акула
Светящаяся чёрная акула, или светящийся этмоптерус (лат. Etmopterus lucifer) — вид рода чёрных колючих акул семейства этмоптеровых лат. Etmopteridae отряда катранообразных. Обитает в Атлантическом, Тихом и Индийском океанах на глубине до 1357 м. Максимальный зарегистрированный размер 42 см. Тело довольно плотное, коричневого цвета, брюхо и нижняя часть головы чёрные. У основания обоих спинных плавников имеются шипы. Анальный плавник отсутствует.

## Таксономия
Впервые вид был описан в 1902 году американскими ихтиологами Дэвидом Старром Джорданом и Джоном Оттербейном Снайдером. Голотип — взрослый самец длиной 28,2 см, пойманный у берегов Мисаки, Япония. Видовое название происходит от слова лат. lux — свет.

## Ареал
Светящиеся чёрные акулы обитают в северо-западной, юго-западной и западно-центральной части Тихого океана у берегов Японии, Тайваня, Австралии, Новой Каледонии и Новой Зеландии, а также в Жёлтом и Южно-Китайском море; в юго-западной части Атлантического океана они попадаются в водах Уругвая и Аргентины, а в юго-восточной Атлантике — у побережья Намибии. В западной части Индийского океана они присутствуют у мыса Доброй Надежды, у берегов ЮАР, Мозамбика и Танзании. Эти акулы встречаются на внешнем крае континентального и островного шельфа и в верхней части материкового склона у дна на глубине от 158 до 1357 м. У берегов Квазулу-Наталь, ЮАР, взрослые самцы по количеству существенно превышают самок.

## Описание
Тело довольно плотное, с длинным хвостом. Крупные овальные глаза вытянуты по горизонтали. Позади глаз имеются крошечные брызгальца. Ноздри размещены на кончике рыла. У основания обоих спинных плавников расположены рифлёные шипы. Второй спинной плавник и шип крупнее первых. Грудные плавники маленькие, треугольной формы. Расстояние от начала основания брюшных плавников до вертикали, проведённой через основание нижней лопасти хвостового плавника, примерно равно расстоянию от кончика рыла до первой жаберной щели, в 1,5 раза превышает дистанцию между основаниями грудных и брюшных плавников и немного короче расстояния между спинными плавниками. У взрослых акул расстояние между основаниями грудного и брюшного плавников довольно существенное и примерно равно длине головы. Расстояние от кончика рыла до первого спинного шипа примерно равно расстоянию между первым спинным шипом и задним кончиком второго спинного плавника. Ширина головы равна расстоянию от кончика рыла до рта и примерно в 1,8 раз превышает расстояние от брызгалец до основания грудных плавников. Основание первого спинного плавника ближе к грудным плавниками. Жаберные щели среднего размера, шире брызгалец и составляют 1/3 длины глаза. Верхние зубы оснащены тремя или менее парами зубцов. Тело неплотно покрыто ровными продольными рядами тонких плакоидных чешуек конической формы с зубцом. Голова и дистальная поверхность плавников частично лишены чешуи.
Окраска сверху коричневая, нижняя часть головы и брюхо чёрные, цветовая граница резкая. Над и позади брюшных плавников него имеется короткая чёрная отметина.

## Биология
Светящиеся чёрные акулы, вероятно, размножаются яйцеживорождением. Самцы и самки достигают половой зрелости при длине 29—42 см и 34 см соответственно. Рацион состоит из мелких костистых рыб, таких как миктофы, и креветок.

## Взаимодействие с человеком
Вид не является объектом коммерческого промысла. Иногда в качестве прилова попадает в донные тралы. В целом эти акулы слишком малы, чтобы ловиться ярусом и другими глубоководными снастями. Международный союз охраны природы присвоил этому виду статус сохранности «Вызывающий наименьшие опасения».